# 우주 시대
| 우주 시대의 시작을 알린 스푸트니크 1호의 발사                                            |
| 나사가 녹음한 스푸트니크 11호의 신호음 스푸트니크 1호의 신호는 발사후 22일간 송신되었다. |

우주 시대는 1957년 10월 4일 스푸트니크 1호 발사를 시작으로 현재까지 이어지는 우주 경쟁, 우주 탐사, 우주 기술에 관련된 활동들과 이에 영향을 받은 문화적 발전을 포괄하는 기간이다.
이 기간은 우주 탐사와 관련 응용 과학에 대한 주목점의 변화에 따라 두 부분으로 나눌 수 있다. 우주 시대 초기에는 미국과 소련이 유인 및 무인 우주 탐사에서 기록을 깨고 주요 업적을 가장 먼저 달성해 서로 우위를 점하기 위해 전례 없는 규모의 자원을 투자했다. 우주 경쟁에서 우위를 차지하기 위해 미국 항공 우주국(NASA)을 설립하였고, 소련은 소련 우주 프로그램(SSSR)을 수립했다. 우주 시대 초기의 경쟁은 미국의 달 착륙과 경제 악화로 인해 소련의 우주 투자가 감소하며 전면적인 경쟁을 사실상 포기하자 우주 관련 과학 연구 및 우주의 상업적 이용을 중심으로 하며 국가 간 협력을 기반으로 하는 지금의 시대에 자리를 내어주었다.
시간이 어느 정도 경과하자 미국과 소련을 제외한 국가들도 우주로 나아갔다. 해당 국가들은 각각 유럽 우주국(ESA), 일본 우주항공연구개발기구(JAXA), 인도 우주 연구 기구(ISRO), 중국 국가 항천국(CNSA) 등의 조직을 구성했다. 소련이 해체되자 러시아 연방은 로스코스모스라는 조직을 설립해 우주 탐사를 이어나갔다.
2020년대 초반부터 일부 언론에서 우주 탐사 기술의 혁신적인 발전과 대중의 관심의 부활, 그리고 주로 저궤도(LEO)에서 우주 공간의 상업적 응용이 이루어지자 "새로운 우주 시대"라는 문구를 사용하기 시작했다. 현대의 새로운 우주 시대에는 우주 관광 및 성간 이동을 포함한 유인 우주 비행 사업에 억만장자들이 뛰어들어 상업적인 측면이 강해졌다.

## 시간적 정의

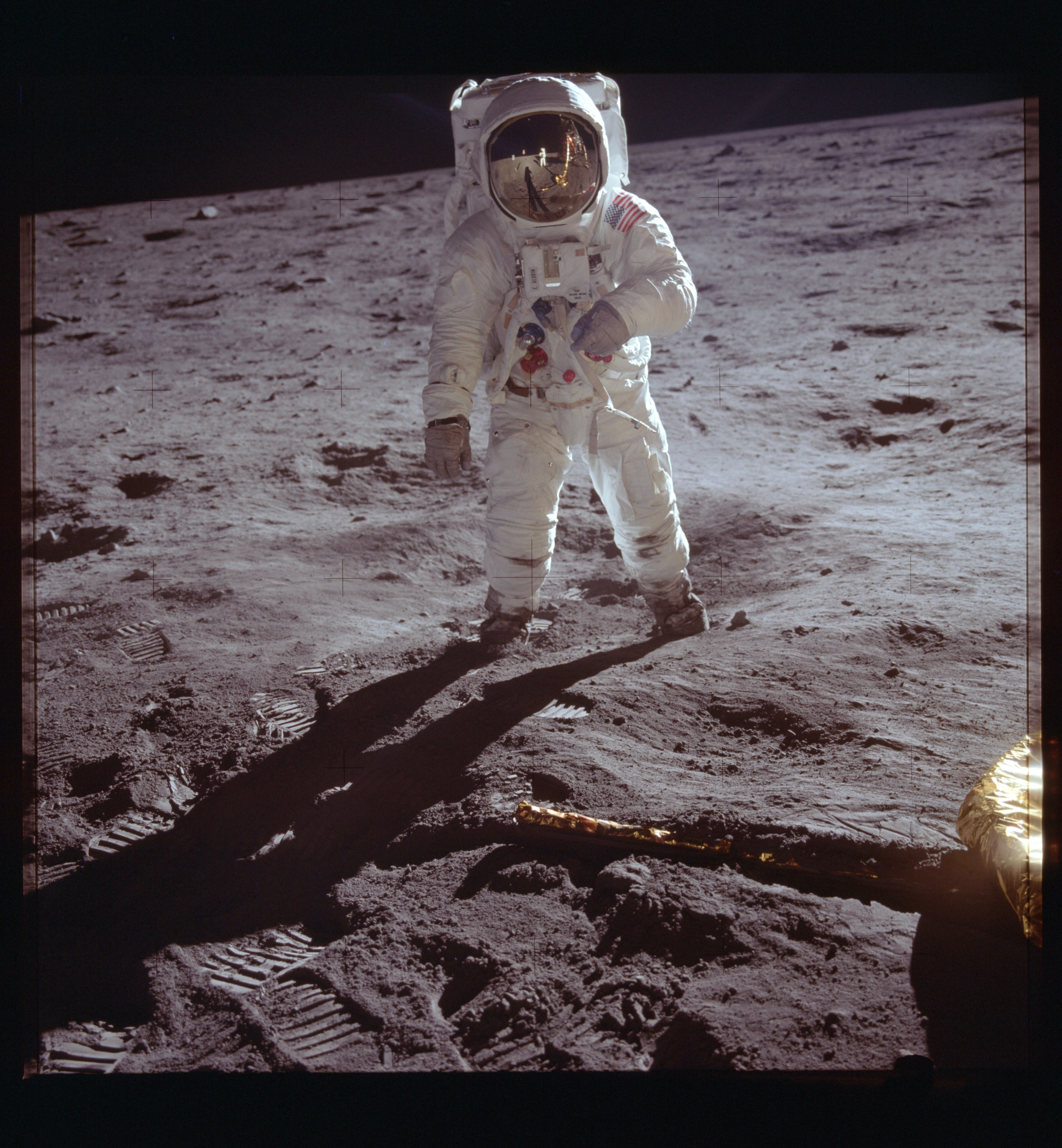
아폴로 11호의 버즈 올드린이 인류 역사상 2번째로 달의 표면을 걷고 있는 모습

우주 시대의 시작은 학자의 해석에 따라 그 시점이 현저히 달라질 수 있으며, 1980년대/1990년대를 기점으로 제1우주시대와 제2우주시대로 분리하기도 한다.

## 역사적 배경

### 준궤도 우주 비행과 기반 기술의 발전

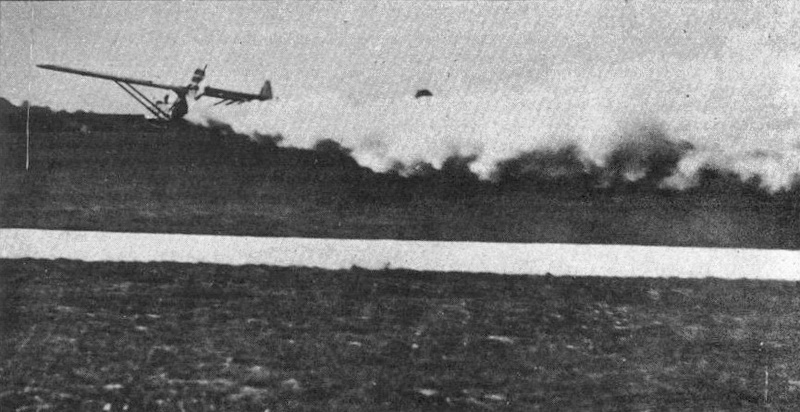
오펠 RAK.1 – 1929년 9월 30일 세계 최초의 유인 로켓 추진 항공기가 공개 비행을 성공했다

일부 인공물은 스푸트니크 발사보다 훨씬 일찍 준궤도 공간에 도달하는데 성공했다. 1944년 6월, 독일의 V-2 로켓이 잠시이기는 했지만 카르만 선을 돌파해 외우주에 도달한 최초의 인공물이 되었다. 1926년 3월, 미국의 로켓 과학 선구인 로버트 고다드는 세계 최초의 액체 연료 로켓을 발사했지만 우주 공간에 도달하지는 못했다.
독일의 준궤도 V-2 로켓 비행은 비밀리에 실시되었기 때문에 처음에는 대중에게 알려지지 않았다. 또한, 독일의 V-2 로켓 발사와 1940년대 후반과 1950년대 초반에 미국과 소련에서 실시돤 관측 로켓 발사는 발사물이 궤도에 진입하지 못했기 때문에 우주 시대의 시작을 해당 시점이라 주장하는 것은 과한 해석이다. 궤도에 도달할 만큼 강력한 로켓은 대륙간 탄도 미사일로도 사용될 수 있으며, 지구상 어느 곳이든 탄두를 보낼 수 있다. 일부 학자들은 이것이 최초의 궤도 비행이 우주 시대가 시작된 시점을 정의하는 데 일반적으로 사용되는 이유라고 주장한다.

### 1957년~1970년대, 1980년대: 우주 시대의 확립과 우주 경쟁
미국과 소련의 우주 경쟁은 우주 시대 초반 전반에 걸쳐 계속되었다. 1957년 10월 4일, 국제 지구물리 관측년에 소련이 인류 최초의 인공위성인 스푸트니크 1호를 발사하면서 미국과 소련의 경쟁이 시작되었다. 스푸트니크 1호의 무게 83.6 킬로그램 (184.3 lb)이며 98분마다 지구를 공전했다. 우주 경쟁으로 인해 로켓공학, 재료과학 등 관련 과학 분야에서 급속한 발전이 이루어졌다. 우주 경쟁의 근본적인 이유 중 하나는 군사적 우위를 점하기 위한 것이다. 두 나라는 2차 세계대전 이후에 핵무기 경쟁을 벌였으며 독일의 미사일 기술과 독일 과학자들을 적극적으로 포섭해 활용했다. 항공 및 로켓 기술의 발전은 핵 투발 수단과 직결된 만큼 국가 안보와 정치적 우위를 위해 필수적이라고 여겨졌다.
우주 시대는 냉전 시기의 미국과 소련 간 경쟁으로 인해 성립되었다. 하지만 냉전이 종결된 이후로도 우주 시대는 과학의 발전, 우주 상업 시장의 생성과 혁신적 발전, 인간의 호기심 충족, 우주 탐사 진행 국가 간의 협정, 소행성이나 혜성과 같은 위험한 천체로부터 지구 방어 등을 위해 계속되었다.
최초의 유인 우주 비행 시도 이전에 다양한 동물들이 발사 및 귀환 시의 높은 가속도, 무중력, 고고도에서의 방사선 노출이 생명체에 어떤 영향을 주는지 검증하기 위해 우주로 보내졌다. 우주 경쟁은 전 세계가 주목한 아폴로 계획의 시작으로 정점에 달했다. 1961년부터 1964년까지 NASA의 예산은 거의 500%나 증가했고, 달 착륙 임무에는 총 NASA 직원 34,000명과 산업 종사자 및 대학 출신의 계약 직원 375,000명이 참여하게 되었다. 소련은 내부적으로 달 착륙 필요성에 대한 논쟁과 소련 우주 프로그램을 이끌던 세르게이 코롤료프의 이른 죽음(1966년 1월)으로 인해 달 착륙 임무에 소극적이었다.
아폴로 11호의 달 착륙은 전 세계 5억 명이 넘는 사람들이 지켜보았고, 20세기의 가장 중요한 순간 중 하나이다. 그 이후로 우주에 대한 대중의 관심이 줄어들기 시작했다. 소련과 미국의 우주 경쟁에서 마지막으로 이루어진 주요 진전은 스카이랩과 살류트 계획이었다. 두 나라의 달 탐사 프로그램이 종료된 이후 미국과 소련이 지구 궤도에 우주 정거장을 건설했다.
아폴로 계획이 종결된 이후 미국이 유인 우주선을 발사하는 일은 드물었고, 우주 왕복선 계획의 시작까지 더 이상의 유인 비행은 진행되지 않았다, 1975년 아폴로-소유즈 시험 계획 이후 우주 경쟁 또한 종결되었고, 미국과 소련의 협력이 시작되었다. 소련은 소유즈 우주선을 계속 사용했다.
스카이랩 건설 이후 우주왕복선 계획의 실현으로 미국은 유인 우주 비행을 재개했지만, 1986년 챌린저 우주 왕복선 참사로 우주왕복선 발사 또한 크게 감소했다. 사고 이후 나사는 안전 문제로 인해 1988년까지 모든 왕복선의 운항을 중단했다. 1990년대에는 소련이 해체되어 NASA의 경쟁자가 사라지면서 우주 탐사에 대한 자금 지원이 급격히 감소했다. 대신 셔틀-미르 계획과 그 후속인 국제 우주 정거장과 같은 보다 실질적인 협력에 참여했다.

### 다각화

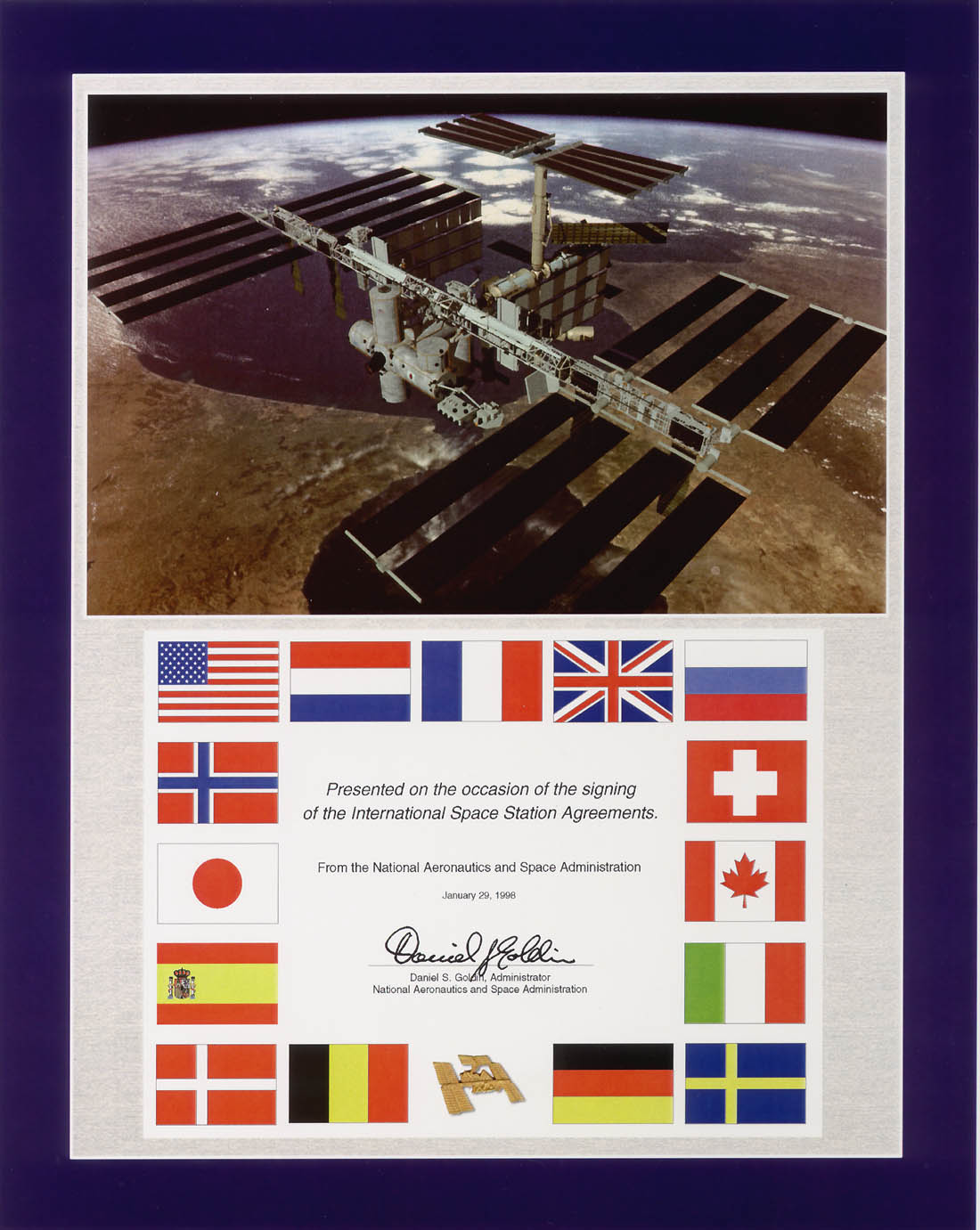
1998년 1월 28일에 서명된 국제 우주 정거장을 위한 우주 정거장 정부 간 협정(IGA)을 기념하는 기념패는 우주 비행이 시작된 이래로 우주 탐사는 점점 더 다양해지고 국제화되어 왔음을 상징한다.

소련과 미국 외의 민간 기업과 국가들이 우주 탐사에 참여하는 것은 우주 비행이 시작된 이래 계속되어 왔다. 1962년에 최초의 상업용 위성이 발사되었고, 1965년에는 세 번째 국가가 우주 비행에 성공했다 . 우주 시대의 시작인 스푸트니크 발사 또한 1957년 국제 지구물리학의 해에 국제 교류의 맥락에서 이루어졌다. 우주 시대 초기 국제 사회는 우주에서의 무분별한 활동을 규제하는 우주법의 협의를 시작했다.
1970년대에 소련은 인터코스모스 프로그램에서 다른 나라들이 자국민을 소련을 통해 우주로 보낼 수 있도록 우주 비행에 타국인 또한 포함시키기 시작했고, 미국도 우주인 프로그램에 여성과 유색인종을 포함시키기 시작했다.
미국과 소련 간의 첫 번째 협력은 1962년 드라이덴-블라곤라로프 협정의 체결로 공식화되었으며, 기상 위성 수집 데이터 교환, 지구 자기장 연구 협력, NASA 에코 2호 관측 풍선의 공동 추적에 대해 협의했다. 1963년 케네디 대통령은 심지어 소련의 지도자인 흐루쇼프에게 공동 유인 달 착륙을 제안하려고 했다. 하지만 1963년 11월 케네디가 암살당하고, 1964년 10월 흐루쇼프가 권력에서 물러난 후 두 나라의 우주 탐사 경쟁이 격화되었고 관계 악화와 군사적 영향으로 인해 협력에 대한 논의는 줄어들었다. 미국과 소련은 70년대 이후에서야 안전 기준의 개발을 위해 점차 더 많은 정보를 교환하고 공동 프로그램에 참여하기 시작했으며 그 결과로 공동 개발한 APAS-75와 이후 도킹 표표준이 탄생했다. 아폴로-소유즈 임무는 우주 시대의 전반부를 장식했던 우주 경쟁의 종결을 알렸으며, 이는 셔틀-미르 계획과 국제 우주 정거장 건설의 기반이 되었다.
이러한 국제 협력과 국제 우주 탐사 조직의 활동은 점점 더 많은 국가가 우주에 도달하는데 성공하고 1980년대에는 유럽 우주국을 중심으로 민간 우주 비행이 활성화되면서 더욱 촉진되었다. 이를 통해 1990년대에는 우주 탐사와 우주 관련 기술이 점점 더 흔해지고 있다는 대중적 인식의 발달과 함께 우주 경쟁 시대를 잇는 국제적이고 상업적인 우주 경제의 시대가 시작되었다.
이러한 국제적 협력의 다각화는 2010년대부터, 특히 2020년대 초반에 시작된 해당 분야에서의 경쟁 증가가 시작될때까지 계속되었다.

### 2010년대부터 현재까지: 신 우주 경쟁

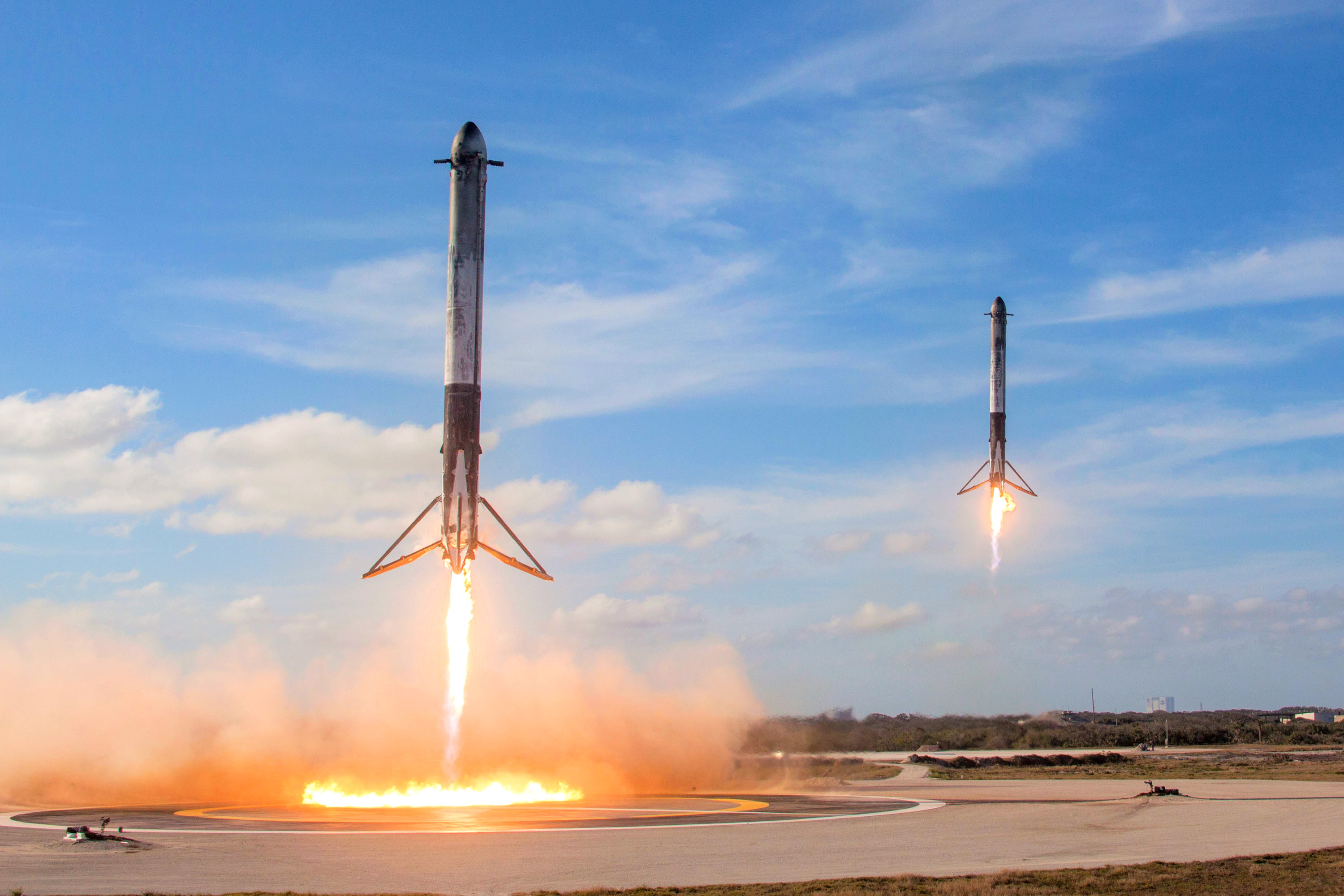
스페이스X의 팰컨 헤비 재사용 가능 측면 부스터가 2018년 2월 6일 시험 비행 후 케이프 커내버럴 착륙 구역 1과 2 에 동시 착륙했다.

21세기 초, 민간 우주 비행을 활성화하기 위해 안사리 X 대회가 개최되었다. 2004년에 우승한 스페이스십원은 정부의 자금 지원을 받지 않은 최초의 우주선이 되었다.
현재 여러 국가에서 관련 기술 개발부터 발사 시설을 갖춘 본격적인 우주 탐사까지 우주 관련 프로그램을 진행하고 있다. 오늘날에는 궤도상에 수천 개의 과학 및 상업 위성이 존재하며 여러 국가에서 유인 우주 탐사를 계획중에 있다. 새로운 우주 경쟁에 참여한 국가로는 프랑스, 인도, 중국, 이스라엘, 영국 등이 있으며, 해당 국가들은 모두 감시 위성을 운용하고 있다. 브라질, 독일, 우크라이나, 스페인을 포함하여 더 작은 규모의 우주 프로그램을 실시하는 국가도 여러 곳 있다.
미국의 우주 프로그램은 NASA는 2011년에 안전 문제로 우주 왕복선 프로그램을 종결하면서 쇠퇴하기 시작했다. 우주 왕복선의 퇴역 이후 NASA는 러시아와 스페이스X에 의존하면서 미국의 우주인을 국제 우주 정거장으로 보냈다. NASA는 현재 오리온이라는 이름의 신형 심우주 탐사용 유인 우주 캡슐을 제작하고 있다. NASA는 신형 우주선을 통해 인간을 화성으로 보내는 것을 목표로 하고 있다. 오리온 우주선은 2020년대 초에 완성될 예정이다. NASA는 이 임무가 "우주 탐사의 새로운 시대를 열어줄 것"이라고 기대하고 있다.
현재 우주 시대에 큰 영향을 주고 있는 또 다른 주요 요인은 우주 비행의 민영화이다. 주요 민간 우주 비행 회사 중 하나인 스페이스X는 2018년에 당시 기준으로 가장 큰 로켓인 팰컨 헤비 발사를 성공시키면서 세계에서 가장 성능이 뛰어난 현역 발사체를 소유하게 되었다. 스페이스X의 설립자이자 CEO인 일론 머스크는 2050년까지 화성에 100만 명의 인구를 수용할 수 있는 화성식민지 개발을 천명했으며, 이를 실현하기 위해 스타십 발사체를 개발하고 있다. 스페이스X가 2020년 NASA의 데모 2 임무를 통해 처음으로 국제 우주 정거장에 우주인을 보낸 이래로, 스페이스X는 유인 우주 비행 역량을 유지해 왔다. 아마존의 창립자 제프 베이조스가 설립한 민간 기업인 블루 오리진은 우주 관광, 상업용 위성 발사, 그리고 언젠가는 달과 그 너머로의 임무에 사용될 로켓을 개발하고 있다. 리처드 브랜슨의 회사인 버진 갤럭틱은 우주 관광을 위한 발사체개발에 집중하고 있다. 분사 기업인 버진 오빗(Virgin Orbit)은 런처원 로켓을 이용해 소형 위성을 발사하고 있다. 마찬가지로 소형 위성 발사에 집중하는 기업인 로켓 랩은 우주선을 태양계 깊숙이 보내기 위해 일렉트론 로켓과 포톤 위성 본체를 개발했으며 이 회사는 또한 2025년에 더 큰 뉴트론 발사체를 도입 할 계획이다.

일론 머스크는 스페이스X를 설립한 주된 이유는 인류를 다행성 종족으로 만들기 위한 것이라고 밝혔으며, 그 이유로는 다음과 같은 것이 있다고 밝혔다. 우리 종의 장기적 지속을 보장하고 "의식의 빛"을 보호하기 위해서이다. 그는 또한 이렇게 말했다.
아침에 일어나서 미래가 멋질 거라고 생각하고 싶어하는 거죠. 그게 바로 우주를 항해하는 문명의 의미에요. 미래를 믿고 미래가 과거보다 나을 것이라고 생각하는 것이다. 그리고 저는 저 밖에 나가서 별들 사이에 있는 것보다 더 흥미로운 일은 생각할 수 없다.

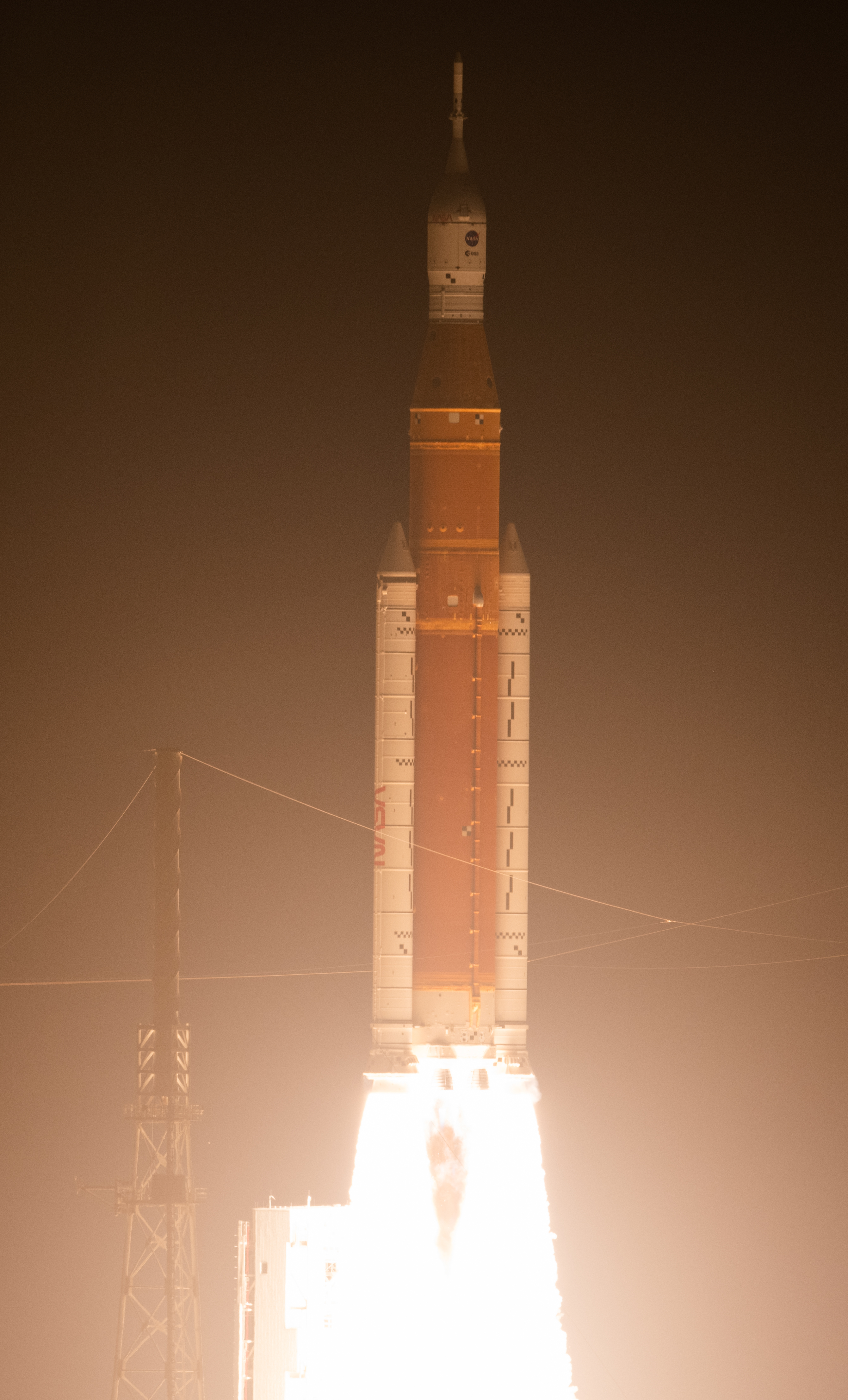
우주 발사 시스템은 첫 비행에서 우주로 발사된 이후, 달로 향한다.

2022년 11월 16일 아르테미스 1호 임무 중 NASA의 우주 발사 시스템이 발사되면서 우주 시대의 부활을 알렸다. 이는 거의 50년 만에 유인 우주선이 달에 간 첫 사례였으며, 미국이 우주 발사 시스템과 오리온을 통해 우주인을 달에 보낼 수 있는 역량을 회복한 것을 의미했다. 2020년대의 추가 목표에는 인류 최초의 달 주위 우주 정거장인 루나 게이트웨이(Lunar Gateway)의 완성과 아폴로 시기 이후 최초의 달 착륙 임무인 아르테미스 3호 계획의 완수다.
미군도 2019년 12월 20일, 우주군을 창설하면서 새로운 우주 시대에 뛰어들었다.

## 연대표
| 날짜                | 달성한 최초 기록                                              | 임무명                                                                         | 참여 인물                                                                            | 국가          |
| ------------------- | ------------------------------------------------------------- | ------------------------------------------------------------------------------ | ------------------------------------------------------------------------------------ | ------------- |
| 1944년 6월 20일     | 최초로 외우주에 도달한 인공 물체, i.e. 카르만 선 돌파         | V-2 로켓 MW 18014 시험 발사                                                    | – N/A                                                                                | 독일          |
| October 24, 1946    | 우주에서의 최초 사진 (105 km)                                 | 미국이 화이트샌즈 미사일 실험장에서 발사한 V-2 로켓, 뉴멕시코.                 | – N/A                                                                                | 미국          |
| 1947년 2월 20일     | 우주로 간 최초의 동물                                         | 미국이 1947년 2월 20일 화이트샌즈 미사일 실험장에서 발사한 V-2 로켓, 뉴멕시코. | - 노랑초파리                                                                         | 미국          |
| 1957년 10월 4일     | 최초의 인공위성                                               | 스푸트니크 1호                                                                 | – N/A                                                                                | 소비에트 연방 |
| 1957년 11월 3일     | 궤도 비행을 최초로 성공한 동물                                | 스푸트니크 2호                                                                 | 라이카 - 개                                                                          | 소비에트 연방 |
| 1959년 1월 2일      | 최초의 달 접근 통과, 태양 주회 궤도 비행                      | 루나 1호                                                                       | – N/A                                                                                | 소비에트 연방 |
| 1959년 9월 12일     | 달 표면에 충돌. 지구 이외의 천체에 도달한 최초의 인공물       | 루나 2호                                                                       | – N/A                                                                                | 소비에트 연방 |
| 1959년 10월 7일     | 달의 뒷면을 찍은 최초의 사진, 스윙바이를 이용한 최초의 우주선 | 루나 3호                                                                       | – N/A                                                                                | 소비에트 연방 |
| 1961년 1월 31일     | 우주에 도달한 최초의 사람과                                   | 머큐리-레드스톤 2호                                                            | 햄 (침팬지)                                                                          | 미국          |
| 1961년 4월 12일     | 우주에 도달한 최초의 인간                                     | 보스토크 1호                                                                   | 유리 가가린                                                                          | 소비에트 연방 |
| 1961년 5월 5일      | 유인 우주선의 수동 조정.                                      | 프리덤 7호(머큐리-레드스톤 3호)                                                | 앨런 셰퍼드                                                                          | 미국          |
| 1962년 12월 14일    | 최초로 다른 행성을 접근 통과 (금성 최근접 지점 34,773km)      | 매리너 2호                                                                     | – N/A                                                                                | 미국          |
| 1965년 3월 18일     | 선외활동                                                      | 보스호트 2호                                                                   | 알렉세이 레오노프                                                                    | 소비에트 연방 |
| 1965년 12월 15일    | 우주 랑데부                                                   | 제미니 6A호 and 제미니 7호                                                     | 시라, 스태퍼드, 보먼, 러벨                                                           | 미국          |
| 1966년 2월 3일      | 달에 착륙한 최초의 우주선                                     | 루나 9호                                                                       | – N/A                                                                                | 소비에트 연방 |
| 1966년 3월 1일      | 다른 행성에 충돌한 최초의 인공물                              | 배네라 3호                                                                     | – N/A                                                                                | 소비에트 연방 |
| 1966년 3월 16일     | 두 우주선이 궤도에서 도킹한 최초의 사례                       | 제미니 8호 & 아제나 표적기                                                     | 닐 암스트롱, 데이비드 스콧                                                           | 미국          |
| 1966년 4월 3일      | 지구 이외의 천체 최초의 인공위성 (태양을 제외하고)            | 루나 10호                                                                      | – N/A                                                                                | 소비에트 연방 |
| 1967년 10월 18일    | 다른 행성의 대기에서 송신된 최초의 신호                       | 배네라 4호                                                                     | – N/A                                                                                | 소비에트 연방 |
| 1968년 12월 21-27일 | 유인 달 궤도 비행                                             | 아폴로 8호                                                                     | 보먼, 러벨, 앤더스                                                                   | 미국          |
| 1969년 7월 20일     | 유인 달 착륙                                                  | 아폴로 11호                                                                    | 닐 암스트롱, 버즈 올드린                                                             | 미국          |
| 1970년 12월 15일    | 다른 행성의 지표에서 송신된 최초의 신호                       | 배네라 7호                                                                     | – N/A                                                                                | 소비에트 연방 |
| 1971년 4월 19일     | 우주정거장                                                    | 살류트 1호                                                                     | – N/A                                                                                | 소비에트 연방 |
| 1971년 7월 7일      | 최초의 우주 거주민 (우주 정거장 승무원)                       | 소유즈 11호 (살류트 1호)                                                       | 게오르기 도브로볼스키, 블라디슬라프 볼코프, 빅토르 파차예프                          | 소비에트 연방 |
| 1976년 7월 20일     | 화성 표면에서 찍은 사진                                       | 바이킹 1호                                                                     | – N/A                                                                                | 미국          |
| 1981년 4월 12일     | 재사용 가능한 궤도 비행선                                     | STS-1                                                                          | 존 영, 크리펜                                                                        | 미국          |
| 1986년 2월 19일     | 장기 운용 가능한 우주정거장                                   | 미르                                                                           | – N/A                                                                                | 소비에트 연방 |
| 1990년 2월 14일     | 태양계 전체를 담아낸 사진                                     | 보이저 1호                                                                     | – N/A                                                                                | 미국          |
| 1998년 11월 20일    | 현 우주정거장                                                 | 국제우주정거장                                                                 | – N/A                                                                                | 러시아        |
| 2012년 8월 25일     | 성간 탐사선                                                   | 보이저 1호                                                                     | – N/A                                                                                | 미국          |
| 2014년 11월 12일    | 혜성에 착륙한 최초의 탐사선 (추류모프-게라시멘코 혜성)        | 로제타                                                                         | – N/A                                                                                | 유럽 우주국   |
| 2015년 7월 14일     | 1981년까지 밝혀진 모든 주요 행성을 방문한 탐사선              | 뉴 허라이즌스                                                                  | – N/A                                                                                | 미국          |
| 2015년 12월 20일    | 로켓 부스터가 지상 착륙 패드에 수직 착륙 성공.                | 팰컨 9 20차 비행                                                               | – N/A                                                                                | 미국          |
| 2016년 4월 8일      | 로켓 부스터가 해상 착륙 패드에 수직 착륙 성공.                | 스페이스X CRS-8                                                                | – N/A                                                                                | 미국          |
| 2017년 3월 30일     | 한 번 사용된 로켓 부스터의 재발사 및 2차 착륙.                | SES-10                                                                         | – N/A                                                                                | 미국          |
| 2019년 1월 3일      | 달의 뒷 면에 착륙                                             | 창어 4호                                                                       | – N/A                                                                                | 중국          |
| 2020년 5월 30일     | 민간 기업이 발사한 최초의 유인 궤도 비행                      | 크루 드래곤 데모-2/Crew Demo-2/SpaceX Demo-2/Dragon Crew Demo-2                | 밥 벤켄, 더그 헐리                                                                   | 미국          |
| 2021년 4월 19일     | 최초로 지구 밖에서 비행한 동력 비행체                         | 나사 마스 2020 임무의 일부인 인제뉴어티                                        | – N/A                                                                                | 미국          |
| 2021년 7월 11일     | 상업 우주 관광 비행                                           | 버진 갤럭틱 유니티 22                                                          | 데이비드 맥케이, 마이클 마수치, 시리샤 반들라, 콜린 배넷, 베스 모제스, 리처드 브랜슨 | 미국          |
| 2021년 10월 5일     | 우주에서 영화 촬영 (더 챌린지)                                | 소유즈 MS-19                                                                   | <a href="./클림_쉬펜코" rel="mw:WikiLink">클림 쉬펜코</a>, 율리야 페레실트           | 러시아        |
| 2022년 11월 16일    | 아르테미스 1호 발사로 미국의 유인 우주 임무 역량 회복         | 아르테미스 1호                                                                 | - N/A                                                                                | 미국          |

## 문화적 영향

### 예술과 건축

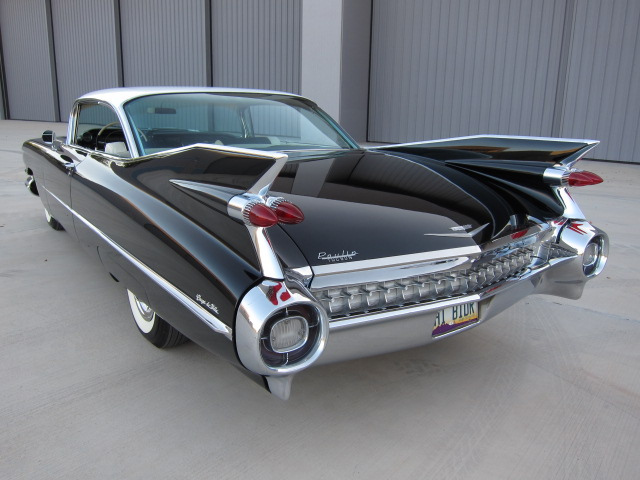
1959년 캐딜락 쿠페 드빌의 상징적인 우주선 모양의 꼬리등과 '지느러미'
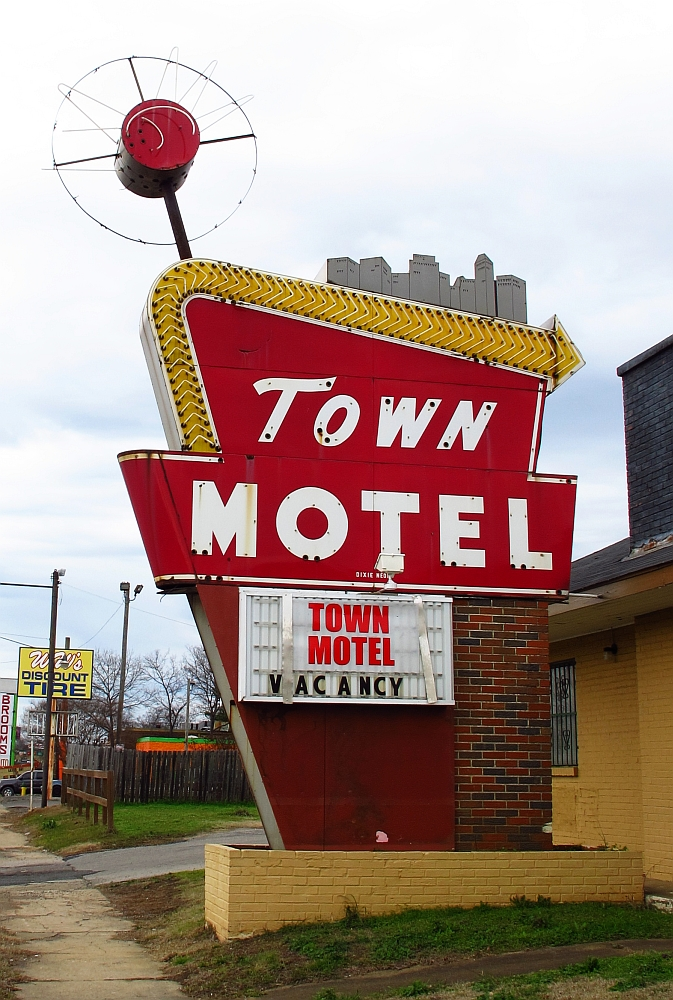
앨라배마주 버밍햄 타운 모텔의 인공위성 표지판
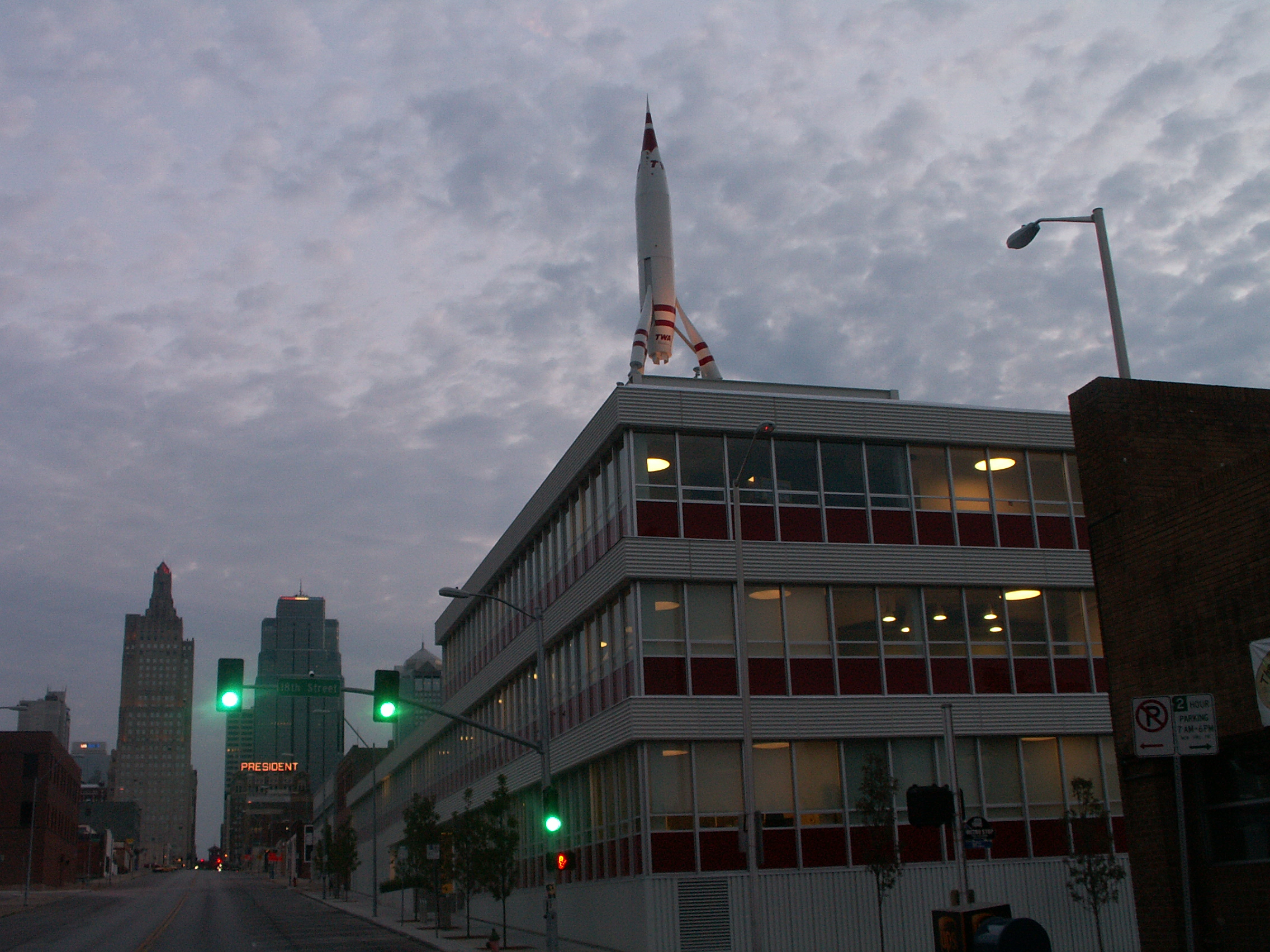
2007년 미주리주 캔자스 시티에 있는 TWA 본사 건물 꼭대기에 있는 복원된 TWA Moonliner II 레플리카
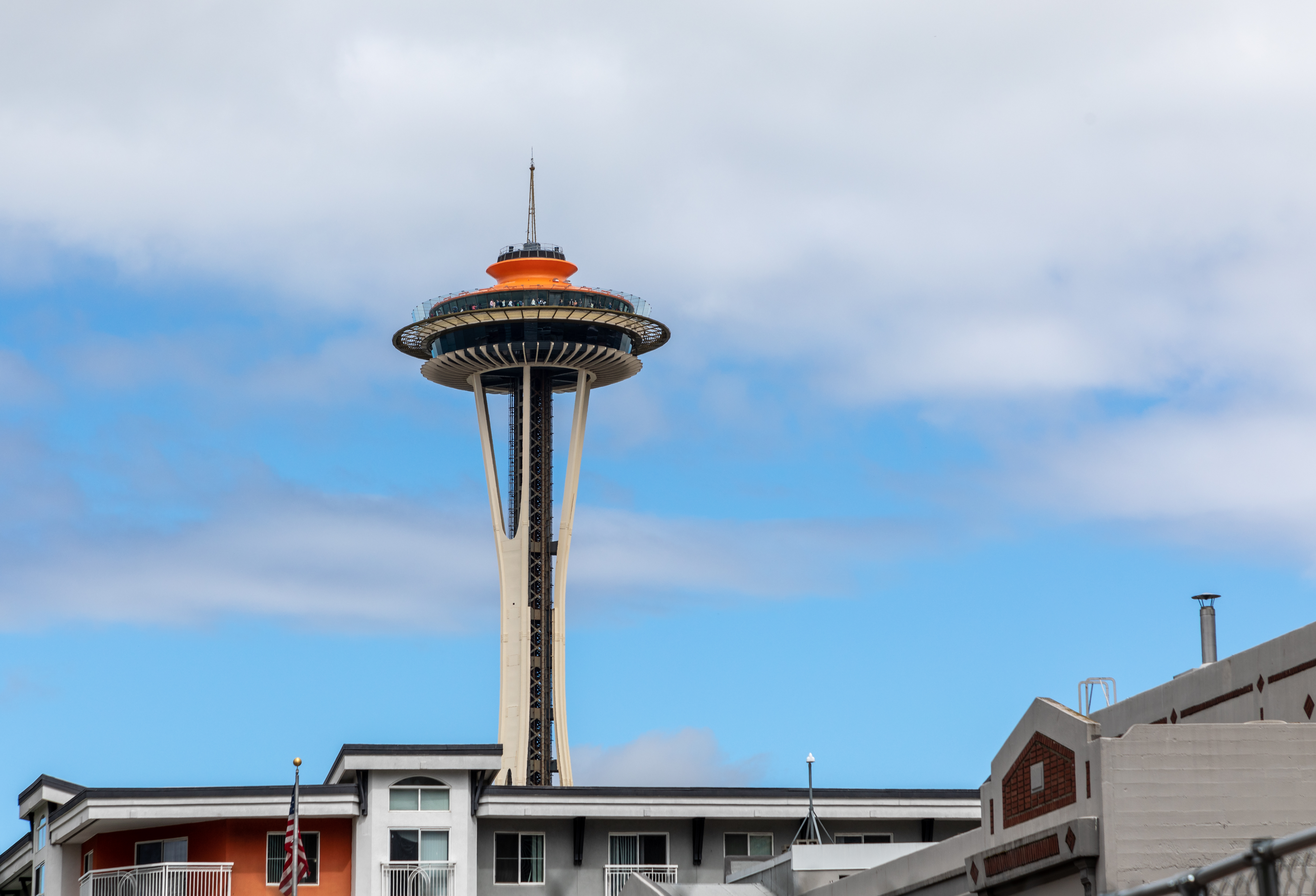
워싱턴주 시애틀에 있는 스페이스 니들은 UFO와 비슷하며 우주 시대에서 영감을 얻었다.

우주 시대는 다음과 같은 영향을 미친 것으로 여겨진다.
- 자동차 디자인 : 버질 엑스너의 미래 전망, 1957-1961
- 구기 아키텍처
- 우주 시대 패션 (André Courrèges, Pierre Cardin, Paco Rabanne, Rudi Gernreich,[99] Emanuel Ungaro, Jean-Marie Armand,[100][101] Michèle Rosier 및 Diana Dew)
- 1950년대와 60년대 가구 디자인 (Eero Saarinen, Arne Jacobsen, Eero Aarnio 및 Verner Panton)
- TWA 문라이너, 미션: 스페이스 등의 놀이공원 명소 .
- 냉전 시대 놀이터

### 음악
우주 시대는 음악 장르에도 영감을 주었다.
- 우주 시대 팝
- 우주 음악
- 우주 록
- 우주 테마 음악

## 같이 보기
- 정보화 시대
- 제트 에이지
- 원자력 시대